# Max Rosenfeld (Mediziner)

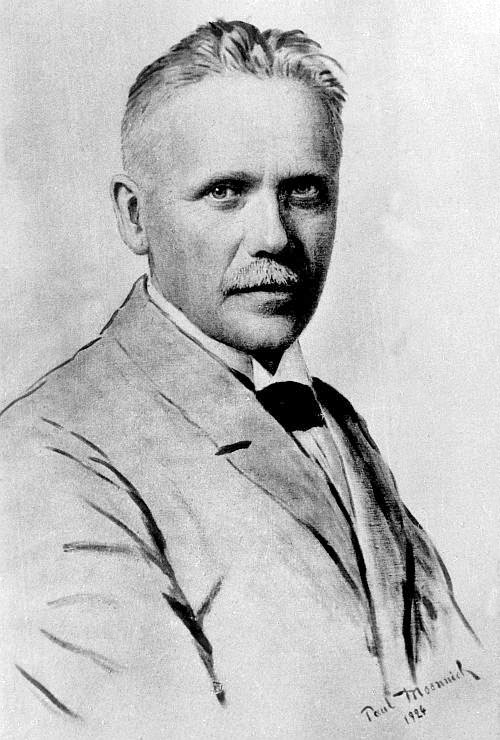
Max Rosenfeld (1924)
Ölzeichnung von Paul Moennich, Universitätsarchiv Rostock

Max Heinrich Gustav Rosenfeld auch Rosefeldt (* 25. August 1871 in Königsberg (Ostpreußen); † 26. August 1956 in Berlin) war ein deutscher Neurologe, Psychiater und Hochschullehrer.

## Leben
Max Rosenfeld war ein Sohn des Kaufmanns Heinrich Rosenfeld und dessen Frau Franziska, geb. Hoppe. Nach dem in Königsberg am Altstädtischen Gymnasium abgelegten Abitur absolvierte er zunächst einen halbjährigen Militärdienst (4–9/1892) als Einjährig-Freiwilliger beim Infanterie-Regiment Nr. 41. Es folgte ein Medizinstudium an den Universitäten in Königsberg, München und Straßburg, unterbrochen vom zweiten Teil des Militärdienstes (10/1896 – 4/1897) als Militärarzt. 1897 erfolgte die Promotion in Straßburg mit der Schrift Ein Beitrag zur Kenntnis des salzsauren Hämins. Ab Oktober 1897 war er Assistent an der Medizinischen Klinik der Universität Straßburg bei Bernhard Naunyn. Ab 1899 war er Assistenzarzt und von 1901 bis 1914 Oberarzt an der Psychiatrischen und Nervenklinik der Universität Straßburg. Hier habilitierte er sich im Juli 1903 mit
der Arbeit Über den Einfluß psychischer Vorgänge auf den Stoffwechsel und war anschließend auch Privatdozent an der Universität Straßburg. 1906 wurde er zum Titularprofessor und im Oktober 1908 zum nichtbeamteten außerordentlichen Professor an der Universität in Straßburg ernannt. Im 
Ersten Weltkrieg war er ab August 1914 im Kriegseinsatz, zunächst Bataillonsarzt, dann Feldarzt in einem Feldlazarett, Chefarzt im Festungslazarett in Straßburg und zuletzt bis Mai 1920 Chefarzt eines Nervenlazaretts in Frankfurt am Main.
1920 erhielt Rosenfeld den Ruf als ordentlicher Professor der Psychiatrie und Neurologie an die Universität Rostock und wurde zugleich Direktor der Heil- und Pflegeanstalt Rostock-Gehlsheim sowie Direktor der Psychiatrischen und Nervenklinik der Universität als Nachfolger von Karl Kleist. Rosenfeld beschäftigte sich überwiegend mit somatisch bedingten psychischen Störungen, lehrte Neurologie,
vertrat die naturwissenschaftliche Ausrichtung der Psychiatrie mit einer Verschiebung in Richtung der Neuropathologie.
In der akademischen Selbstverwaltung war er 1922/1923 Dekan der Medizinischen Fakultät, 1923/1924 bekleidete er das Amt des Rektors der Universität und war 19124/1925 Prorektor. Im April 1926 wurde er zum Obermedizinalrat ernannt. Er war vor 1933 Mitglied der Deutschen Volkspartei, wurde ab 1933 Förderndes Mitglied der SS und ab 1934 Mitglied des NS-Lehrerbundes. Im September 1936 wurde er aus Altersgründen emeritiert.
Rosenfeld war danach ab 1937 als Vertragsarzt an der Versorgungsärztlichen Untersuchungsstelle in Berlin tätig und daneben bis 1945 wissenschaftlicher Hilfsarbeiter bei dem im Springer-Verlag in Berlin erscheinenden Zentralblatt für die gesamte Neurologie und Psychiatrie. Noch als 70-Jähriger kam er im Zweiten Weltkrieg ab August 1941 zum Kriegseinsatz. Er war als Stabsarzt und Facharzt für Nervenkranke im
Wehrmachtslazarett 122 in Berlin-Tempelhof tätig, mit Beförderung zum Oberstabsarzt im Juni 1942. Ab 1947 hielt er Vorlesungen über Psychiatrie an der Volkshochschule Berlin-Steglitz. Als Fachneurologe war er zudem 1948/1949 Vertrauensarzt und Obergutachter in der Facharzt-Zentrale der Landesversicherungsanstalt Berlin, wo er sich mit der Begutachtung von Rentenanträgen befasste.
Max Rosenfeld war seit dem 3. Oktober 1903 verheiratet mit Hedwig, geb. Leydhecker (* 1878), Tochter des Präsidenten der Zollverwaltung von Elsass-Lothringen, Ludwig Leydhecker. Der Ehe entstammten drei Kinder.
Obwohl Rosenfelds „arische Abstammung“ bereits 1935 vom Sachverständigen für
Rasseforschung beim Reichsministerium des Innern und erneut auch von der Reichsstelle für Sippenforschung geprüft und bestätigt wurde, nannte er sich ab 1937 Rosefeldt – wegen der weiterhin anhaltenden Nachfragen zu seiner „Abstammung von deutschem oder artverwandten Blut“.

## Schriften (Auswahl)
- Ein Beitrag zur Kenntnis des salzsauren Hämins. Dissertation, Hirschfeld, Leipzig 1897.
- Ueber den Einfluss psychischer Vorgänge auf den Stoffwechsel. Habilitationsschrift, Goeller, Straßburg 1903.
- Der vestibuläre Nystagmus und seine Bedeutung für die neurologische und psychiatrische Diagnostik. Springer, Berlin 1911.
- Die Physiologie des Großhirns. Deuticke, Leipzig 1913.
- Die Phänomene des Unterbewusstseins im normalen und krankhaften Seelenleben. (Rektoratsrede v. 1. Juli 1923), Warkentien, Rostock 1923.
- Repetitorium der praktischen Psychiatrie. Thieme, Leipzig 1928.

- Die neurologischen Störungen bei Geisteskrankheiten. In: Kurt Beringer (Hrsg.): Handbuch der Geisteskrankheiten. Band 3. Allgemeiner Teil 3, Springer, Berlin 1928, ISBN 978-3-642-90847-7. (doi:10.1007/978-3-642-90847-7)
- Die Störungen des Bewußtseins. Thieme, Leipzig 1929.
- Die neurologischen Störungen bei Geisteskrankheiten. In: Wilhelm Weygandt (Hrsg.): Lehrbuch der Nerven- und Geisteskrankheiten. Marhold, Halle/Saale, 1935, zweite neubearbeitete Auflage 1952.